# Prolepsis martini
Prolepsis martini là một loài ruồi trong họ Asilidae. Prolepsis martini được Lamas miêu tả năm 1973. Loài này phân bố ở vùng Tân nhiệt đới.